# Mendota (Illinois)
Mendota je grad u američkoj saveznoj državi Ilinois. Prema popisu stanovništva iz 2010. u njemu je živjelo 7.372 stanovnika.